# Walisische Badmintonmeisterschaft 1961
Die Walisische Badmintonmeisterschaft 1961 fand in West Aberthaw statt. Es war die zehnte Austragung der nationalen Titelkämpfe im Badminton in Wales.

## Titelträger
| Disziplin    | Sieger                       |
| ------------ | ---------------------------- |
| Herreneinzel | Gordon Rowlands              |
| Dameneinzel  | J. Warwick                   |
| Herrendoppel | J. C. Morgan Gordon Rowlands |
| Damendoppel  | K. Samuel E. G. Davies       |
| Mixed        | Gordon Rowlands E. G. Davies |